# Johnny Rivers at the Whisky à Go Go
| Recensione | Giudizio |
| ---------- | -------- |
| AllMusic   |          |

Johnny Rivers at the Whisky à Go Go è il primo album solista  del cantante e chitarrista statunitense Johnny Rivers, pubblicato dalla Imperial Records nel giugno del 1964 .
Fu proprio Johnny Rivers che inaugurò l'apertura del famoso locale notturno di Los Angeles (sito al Sunset Blvd di West Hollywood).
L'album raccoglie registrazioni di varie esibizioni live del musicista.

## Tracce

### LP
(1964, Imperial Records, LP-9264/LP-12264)
Lato A
1. Memphis – 2:35 (Chuck Berry) – Registrato nell'aprile 1964
2. It Wouldn't Happen with Me – 3:30 (Raymond Evans) – Registrato nell'aprile 1964
3. Oh Lonesome Me – 2:45 (Don Gibson) – Registrato il 15 maggio 1964
4. Lawdy Miss Clawdy – 3:00 (Lloyd Price) – Registrato il 15 maggio 1964
5. Whiskey-A-Go-Go – 3:50 (Johnny Rivers) – Registrato il 15 maggio 1964

Durata totale: 15:40
Lato B
1. Walking the Dog – 3:45 (Rufus Thomas) – Registrato il 15 maggio 1964
2. Brown Eyed Handsome Man – 3:00 (Chuck Berry) – Registrato il 15 maggio 1964
3. You Can Have Her (I Don't Want Her) – 3:10 (Bill Cook) – Registrato il 15 maggio 1964
4. Multiplication – 2:50 (Bobby Darin) – Registrato il 15 maggio 1964
5. Medley – 6:00 – Registrato il 15 maggio 1964[5]

Durata totale: 18:45

## Formazione
- Johnny Rivers – voce, chitarra
- Joe Osborn – basso
- Eddie Rubin – batteria

### Produzione
- Lou Adler – produzione, supervisore delle registrazioni
- Registrazioni effettuate dal vivo nell'aprile e maggio del 1964 al Whisky à Go Go di Los Angeles, California
- Wally Heider – ingegnere delle registrazioni (da remoto)
- "Bones" Howe e "Lanky" Linstrot – ingegneri delle registrazioni (da studio)
- Studio Five – grafica, foto e design copertina album originale[6]

## Classifica
Album
| Anno | Classifica | Posizione raggiunta |
| ---- | ---------- | ------------------- |
| 1964 | TOP LP's   | 12                  |